# Communauté de communes des Portes du Perche
Die Communauté de communes des Portes du Perche ist ein ehemaliger französischer Gemeindeverband mit der Rechtsform einer Communauté de communes im Département Eure-et-Loir in der Region Centre-Val de Loire. Er wurde am 16. Dezember 2003 gegründet und umfasste 13 Gemeinden. Der Verwaltungssitz befand sich im Ort La Loupe.

## Historische Entwicklung
Mit Wirkung vom 1. Januar 2017 fusionierte der Gemeindeverband mit der Communauté de communes du Perche Thironnais und bildete so die Nachfolgeorganisation Communauté de communes Terres de Perche.

## Ehemalige Mitgliedsgemeinden
1. Belhomert-Guéhouville
2. Champrond-en-Gâtine
3. Les Corvées-les-Yys
4. Fontaine-Simon
5. La Loupe
6. Manou
7. Meaucé
8. Montireau
9. Montlandon
10. Saint-Éliph
11. Saint-Maurice-Saint-Germain
12. Saint-Victor-de-Buthon
13. Vaupillon